# Leica R
Leica R war eine Spiegelreflexkamera der Leica Camera AG mit Sitz in Wetzlar, Deutschland.
Vorgänger war das Leicaflex-System, das allerdings Anfang der 1970er den Anschluss an die technische Entwicklung, die vor allem durch japanische Spiegelreflexkameras vorangetrieben worden war, verloren hatte. Um den wachsenden Markt der Spiegelreflexkameras nicht aufgeben zu müssen, ging Leitz Anfang der 1970er Jahre eine Kooperation mit Minolta ein, durch die Leitz Zugriff auf moderne Technik wie etwa Zeitautomatik erlangte. Dies führte 1976 zur Vorstellung der Leica R3. Seit den späten 1990er Jahren entwickelt die heutige Leica Camera AG wieder selbständig Spiegelreflexkameras.
Anfang März 2009 wurde die Produktion von Kameras und Objektiven des Leica-R-Systems eingestellt. Seit November 2015 wird mit der Leica SL (Typ 601) und ihren Nachfolgern SL2 mit Bildstabilisierung im Kameragehäuse eine spiegellose Systemkamera mit digitalem Bildsensor im Kleinbildformat angeboten, welche mithilfe eines Adapters auch zu den Objektiven der Modellreihe Leica R kompatibel ist.

## R-Bajonett

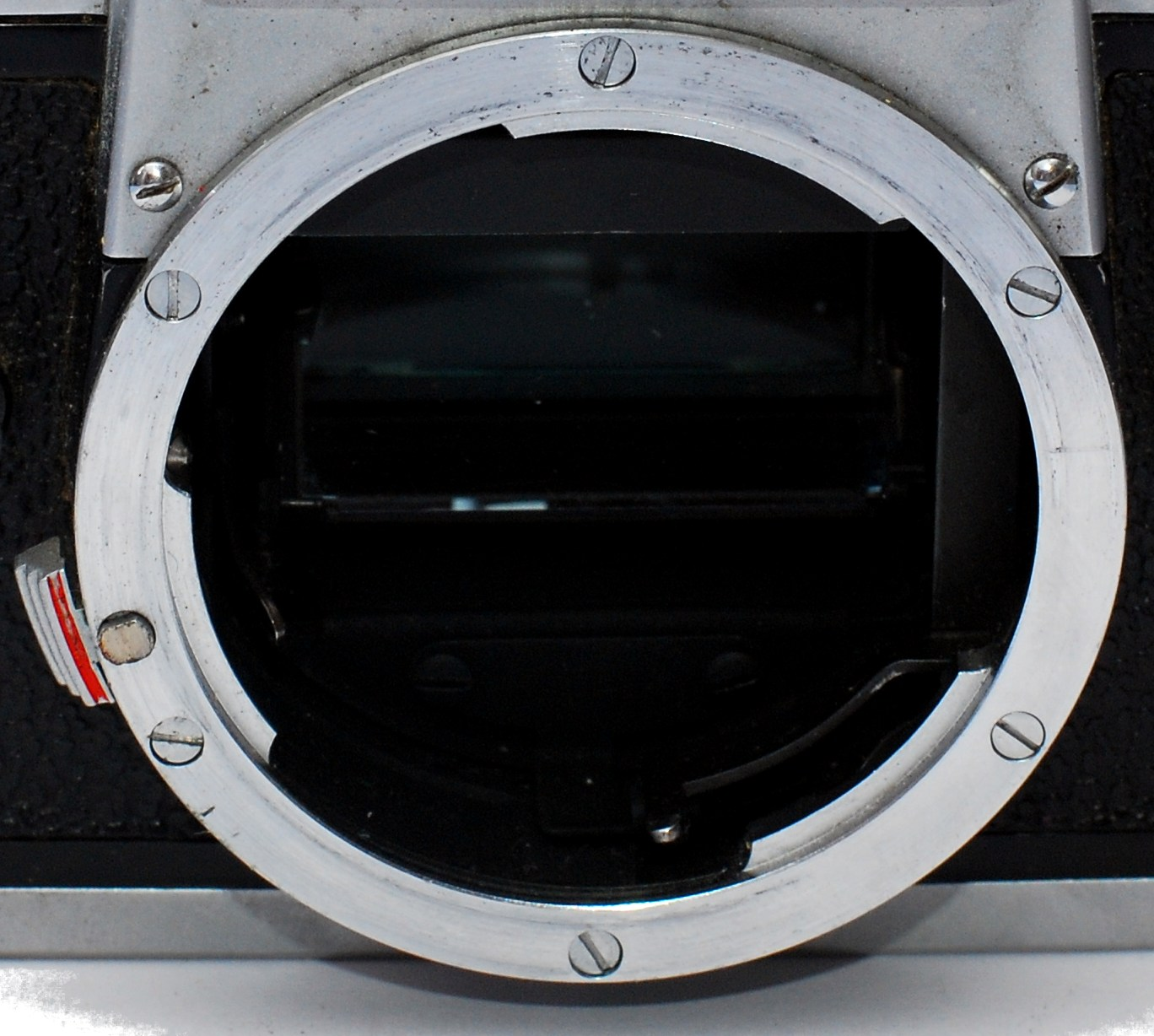
R-Bajonett einer Leicaflex SL

Das R-Bajonett wurde von Leica erstmals mit der Leicaflex 1964 eingeführt. Mit der R8 wurden 1996 auch Objektive mit elektronischen Sensoren für Blendeneinstellung und Brennweite eingeführt.
In Kamerasystemen mit geringerem Auflagemaß und gleichem oder kleinerem Bildkreis, wie zum Beispiel beim Micro-Four-Thirds-System, können Objektive mit R-Bajonett mit einem geeigneten Objektivadapter eingesetzt werden.

## Leica R3 (1976–1979)

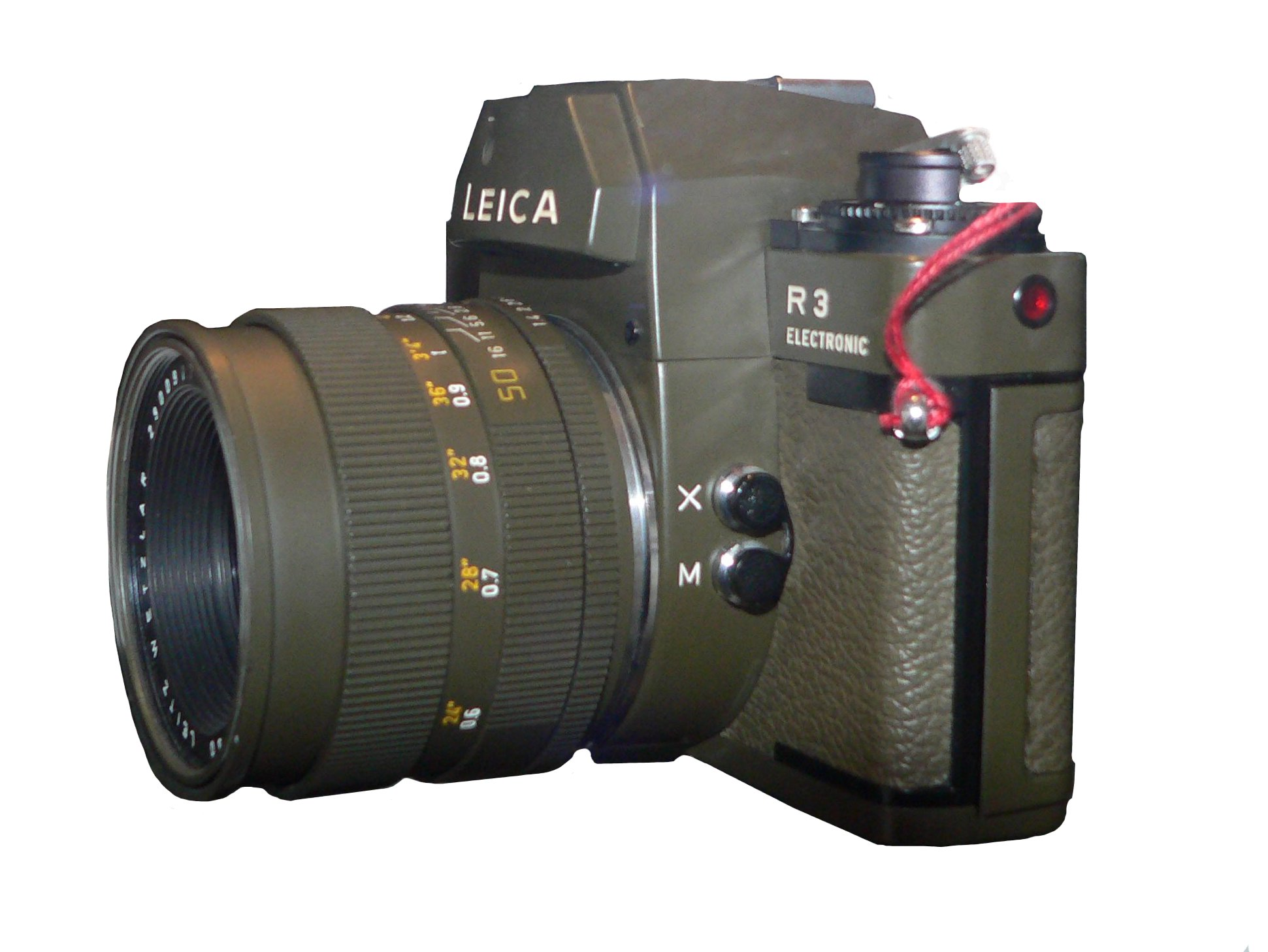
Leica R3 Safari

Mit der Leica R3 erfolgte ein Bruch mit der bisherigen Leicaflex-Familie. Auch der Name wurde geändert, doch zeigt die Bezeichnung R3 noch eine gewisse Kontinuität, was sich auch am unveränderten Bajonett bestätigt. Sie war die erste SLR-Leica, die aus der Kooperation mit Minolta entstanden ist. Der Verschluss wurde durch einen modernen, elektronisch gesteuerten Metalllamellenverschluss ersetzt. Im Gegensatz zur Minolta XE-1, auf der sie technisch basiert, bot die R3 neben der Integralmessung für die Belichtung auch eine Spotmessung sowie ab 1978 als R3 mot optional einen Motorantrieb.
Der wesentliche Fortschritt gegenüber der Leicaflex liegt in der Zeitautomatik und den elektronisch gebildeten Zeiten (1/100 s als mechanische Zeit). Nach ca. 2000 Einheiten wurde die Produktion von Wetzlar nach Portugal verlagert, wo bis heute Leica-Produkte gefertigt werden. Die Baugruppen kamen aus Osaka und Wetzlar. Insgesamt wurden ca. 70.000 R3 gebaut, davon knapp die Hälfte mit Motoranschluss. Die meisten Kameras wurden in schwarzer Verchromung geliefert, jedoch existieren einige hundert Exemplare in silberner Verchromung sowie 5000 Exemplare mit olivgrüner Lackierung als „Safari“-Version.
Um die elektronischen Automatikfunktionen zu ermöglichen, mussten trotz gleich gebliebenem Bajonett die bisherigen vollmechanischen Leicaflex-Steuerkurven gegen eine neue R-Steuertreppe an Kamera- und Objektivbajonett getauscht werden. Es lassen sich somit an der R3 und allen nachfolgenden R-Modellen nur noch Objektive mit der entsprechenden Steuertreppe oder der Bezeichnung 3-CAM (kombinierte Objektive für Leicaflex und R-System) ohne Einschränkungen (u. a. nur Arbeitsblendenmessung bei alten 2-CAM-Objektiven) verwenden.

## Leica R4 (1980–1986)
Die Leica R4 entstand ebenfalls in Kooperation mit Minolta, als Vorbild diente das Modell XD-7 dieses Herstellers. Wie auch die Minolta-Version besaß die R4 Zeit- und Blendenautomatik und war mit der damals innovativen Programmautomatik der erste Multiautomat im Leitz-Sortiment. Gegenüber der noch klassisch-kantig gestalteten R3 wurde das Gehäuse stark verändert und gefiel mit seiner modernen runden Formensprache, welche bis zur R7 nahezu unverändert blieb. Die R4 war serienmäßig auf Motorbetrieb ausgelegt, so dass die Mot-Variante entfiel. Ferner besaß sie einen anschlagfreien, per sog. Kurbelschwinggetriebe betätigten Rückschwingspiegel, welcher ein sehr erschütterungsarmes Auslösen ermöglichte und weshalb auf eine sonst notwendige Spiegelvorauslösung verzichtet wurde. 

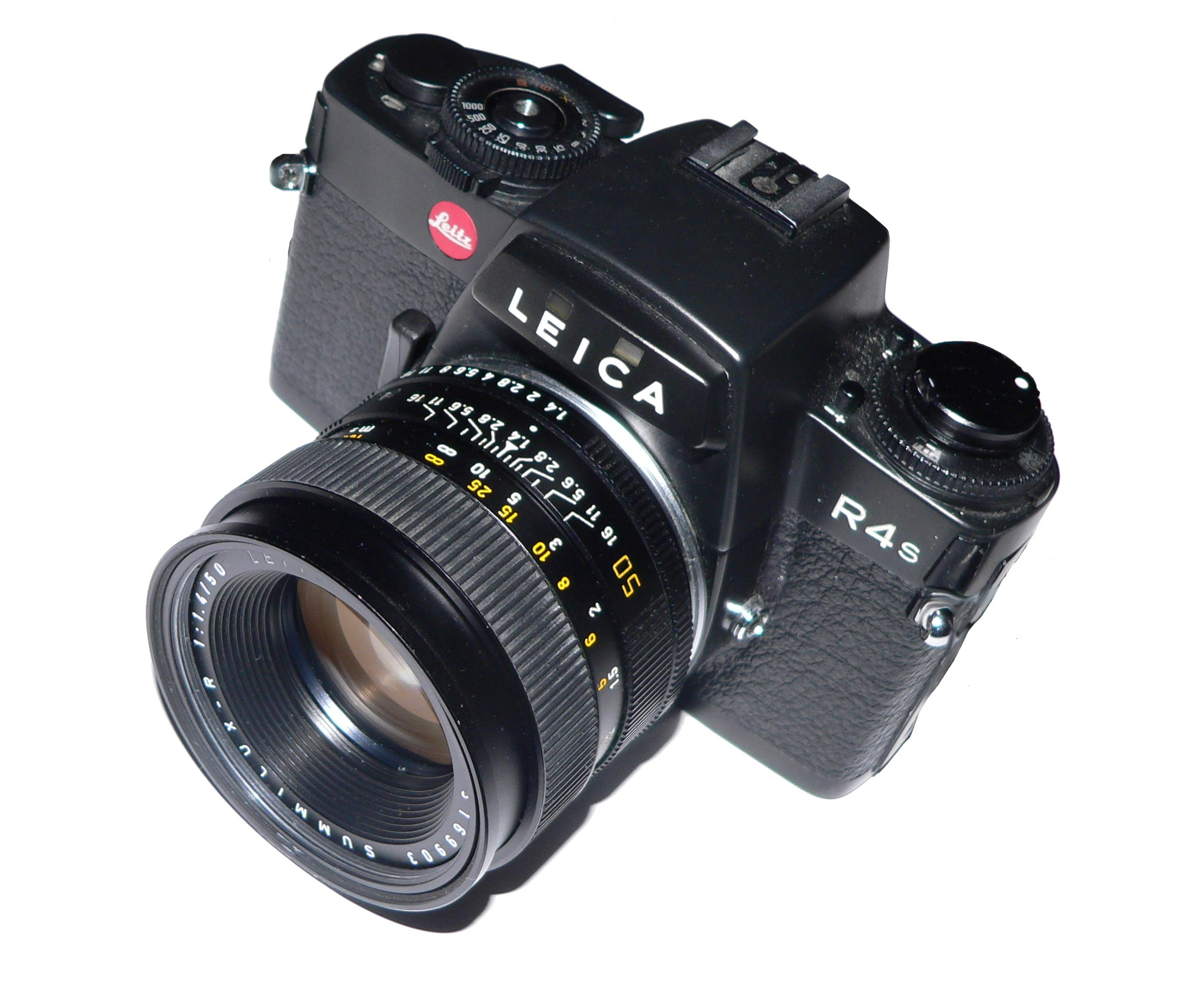
Leica R4s mit Summilux 1.4/50 mm

Die exakte Bezeichnung dieser Spiegelreflexkamera lautete anfangs noch Leica R4 MOT electronic, was aber schon 1981 in das geläufigere Leica R4 abgekürzt wurde, entsprechend änderten sich auch die Gehäusegravuren. Genaue Produktionszahlen der R4 sind nicht bekannt, doch dürfte die Gesamtproduktion im Bereich von etwas über 100.000 Einheiten liegen, von denen etwa 10.000 hell und der Rest schwarz verchromt wurden.
1984 legte Leitz eine auf 1000 Exemplare limitierte, samt Summicron 2.0/50-mm-Objektiv komplett vergoldete Sonderedition der Leica R4 für Sammler auf.

## Leica R4s (1983–1988)

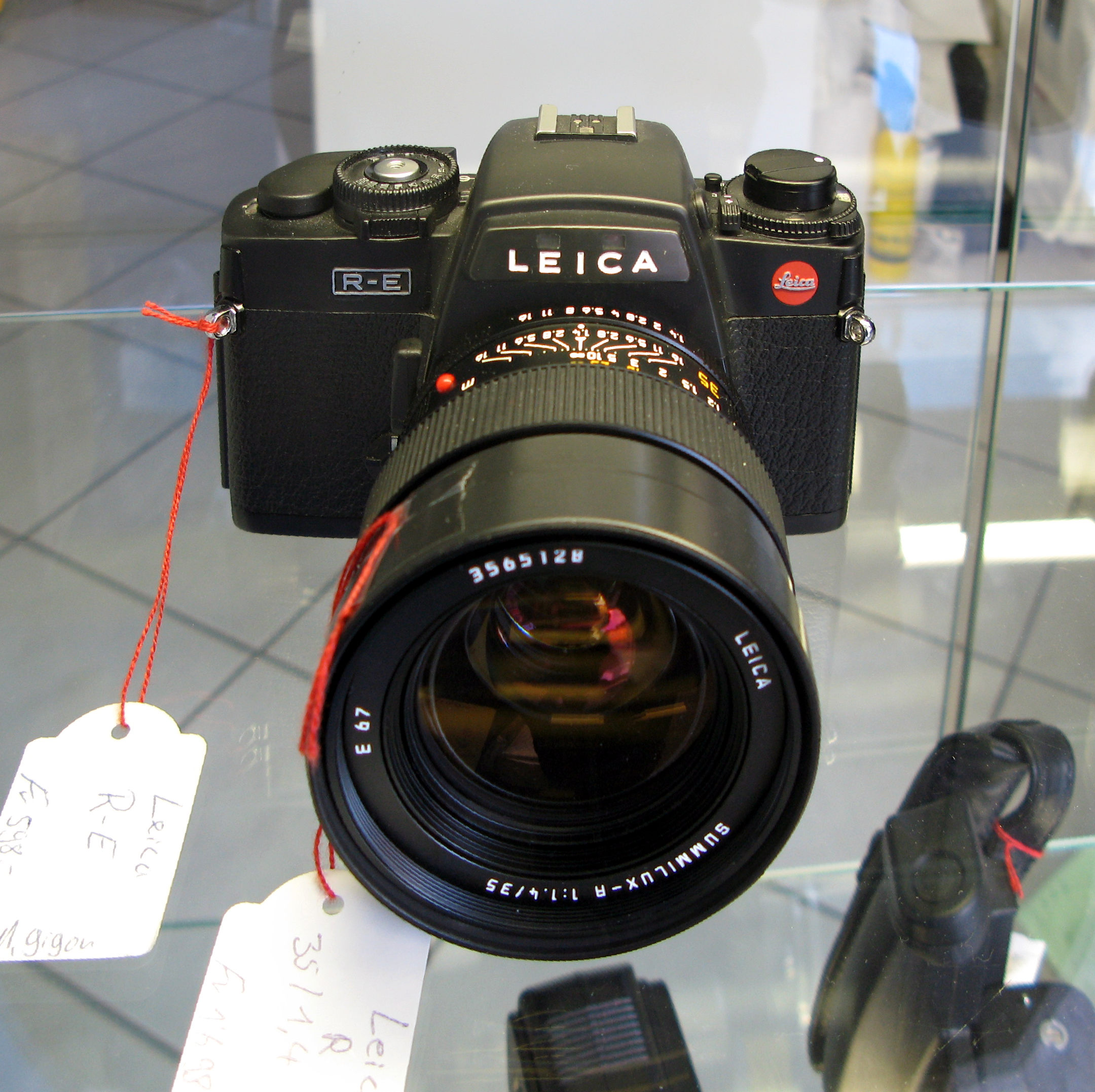
Leica R-E mit Summilux 1:1,4/35 mm

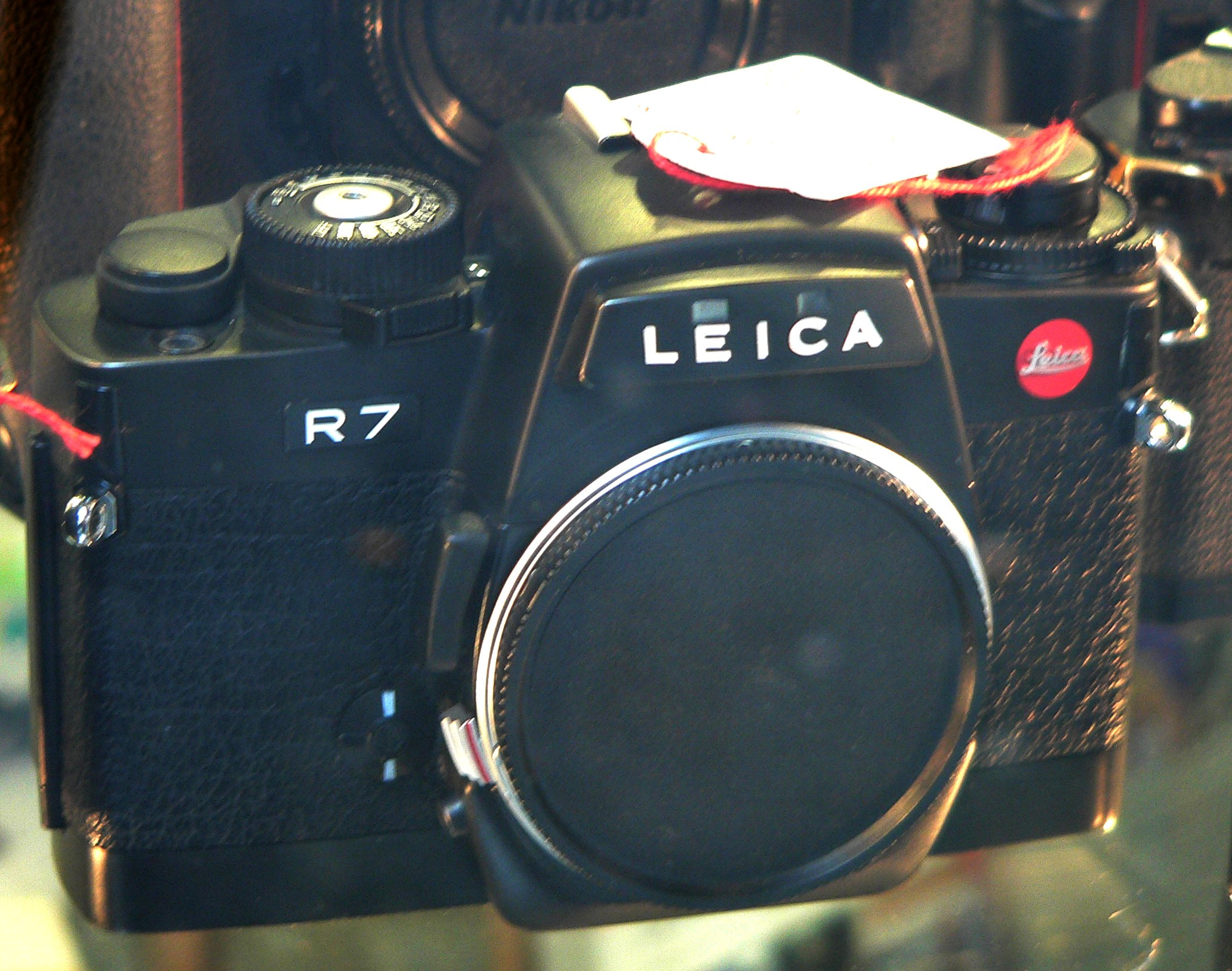
Leica R7

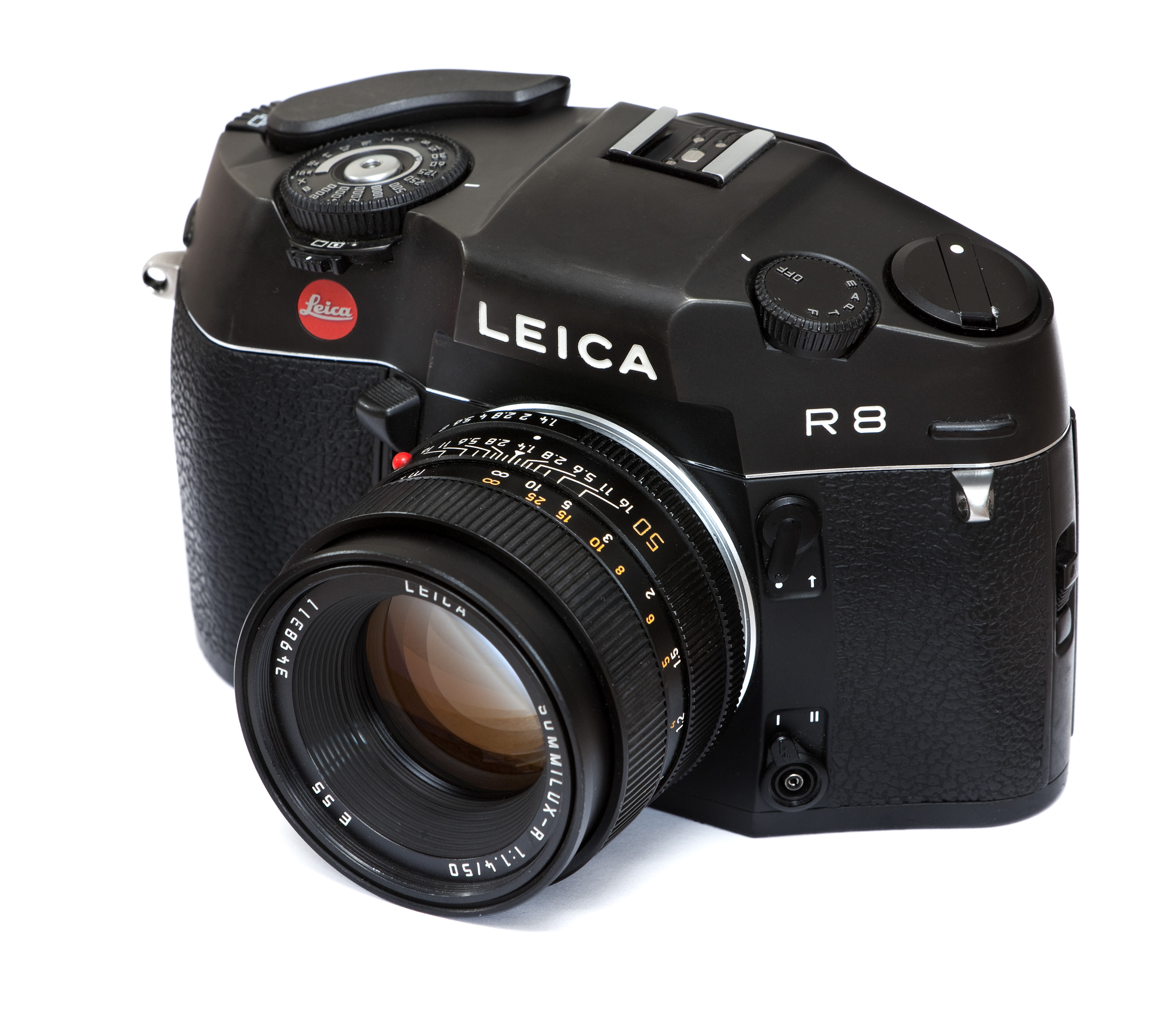
Leica R8 mit Summilux 1:1,4/50 mm

Als vereinfachte und preisgünstigere Version der R4 wurde ab 1983 die R4s angeboten, die nur in Schwarz erhältlich war. Bei ihr entfielen die Blenden- und die Programmautomatik. Ansonsten war sie mit der R4 völlig identisch. Ab 1985 wurde sie leicht modifiziert und als R4s Mod. 2/Mod. P angeboten. Die Gesamtproduktion liegt bei etwa 25.000 Einheiten.

## Leica R5 (1986–1991)
Abgelöst wurde die R4 von der R5, die im weitgehend gleichen Gehäuse zusätzlich eine TTL-Blitzsteuerung bot. Ferner wurde der Verschlusszeitenbereich auf 1/2000 s (gegenüber 1/1000 s der R4) erweitert und der Sucher durch veränderte Dateneinspiegelung und fest eingebaute Dioptrienkorrektur etwas verbessert. Weiterhin wurden alle R-Leicas ab der R5 mit verbesserten Abdichtungen der Bedienelemente gegen das Eindringen von Staub versehen. Die Produktionszahlen der R5 sind nicht verfügbar, dürften nach den Seriennummern aber um die 50.000 Exemplare betragen haben.

## Leica R-E (1990–1994)
Entsprechend der R4s wurde auch von der R5 eine vereinfachte Version angeboten. Auch bei ihr entfielen die Blenden- und die Programmautomatik. Alle anderen Funktionen entsprechen genau denen der R5. 
1992 war Leica offizieller Kameraausstatter der deutschen Olympiamannschaft, weshalb einige R-Es zusammen mit dem Vario-Elmar 3.5–4.5/28–70 mm mit dem Logo Barcelona ’92 auch in den freien Handel ausgeliefert wurden.

## Leica R6 (1988–1992); Leica R6.2 (1992–2002)
Zwei Jahre nach der R5 wurde mit der R6 erneut eine völlig neue Kamera vorgestellt. Äußerlich entspricht sie zwar weitgehend der R5, doch wurde mit der R6 eine rein mechanische Kamera konstruiert, die nur zur Belichtungsmessung auf Batteriestrom angewiesen ist. Damit entfielen sämtliche Automatiken, was die Kamera zu einem Spezialwerkzeug für professionelle Fotografen machte. Die R6.2 stellt eine Verbesserung der R6 in einigen Details dar, wie z. B. die Erweiterung des Verschlusszeitenbereiches auf 1/2000 s.

## Leica R7 (1992–1997)
Mit erweiterten und verbesserten Blitzfunktionen, einem helleren Sucher mit geänderten Anzeigen, Implementierung der Spiegelvorauslösung über einen Drahtauslöser, einem etwas höheren Bodendeckel (zur Unterbringung der Elektronik), einer Mikroprozessorsteuerung sowie einem quarzgesteuerten Verschluss entspricht sie einer direkten Weiterentwicklung gegenüber der R5.

## Leica R8 (1996–2002)
Mit der Leica R8 stellte die Leica Camera AG eine völlige Neukonstruktion mit einem Gehäuse vor, das wegen seiner gewagten Formgebung und seines hohen Gewichtes bisweilen heftig kritisiert wurde. Dennoch erfreute sich die Kamera großer Beliebtheit und wurde insbesondere für die intuitive Bedienbarkeit geschätzt. Das Design stammt vom Industriedesigner Manfred Meinzer.
Die Leica R8 bietet einen erheblich erweiterten Verschlusszeitenbereich sowie erstmals eine Mehrfeldmessung. Wie die Nachfolgerin R9 kann auch die R8 mit einem digitalen Rückteil, dem Digital-Modul-R, zu einer digitalen Spiegelreflex-Kamera ausgebaut werden.

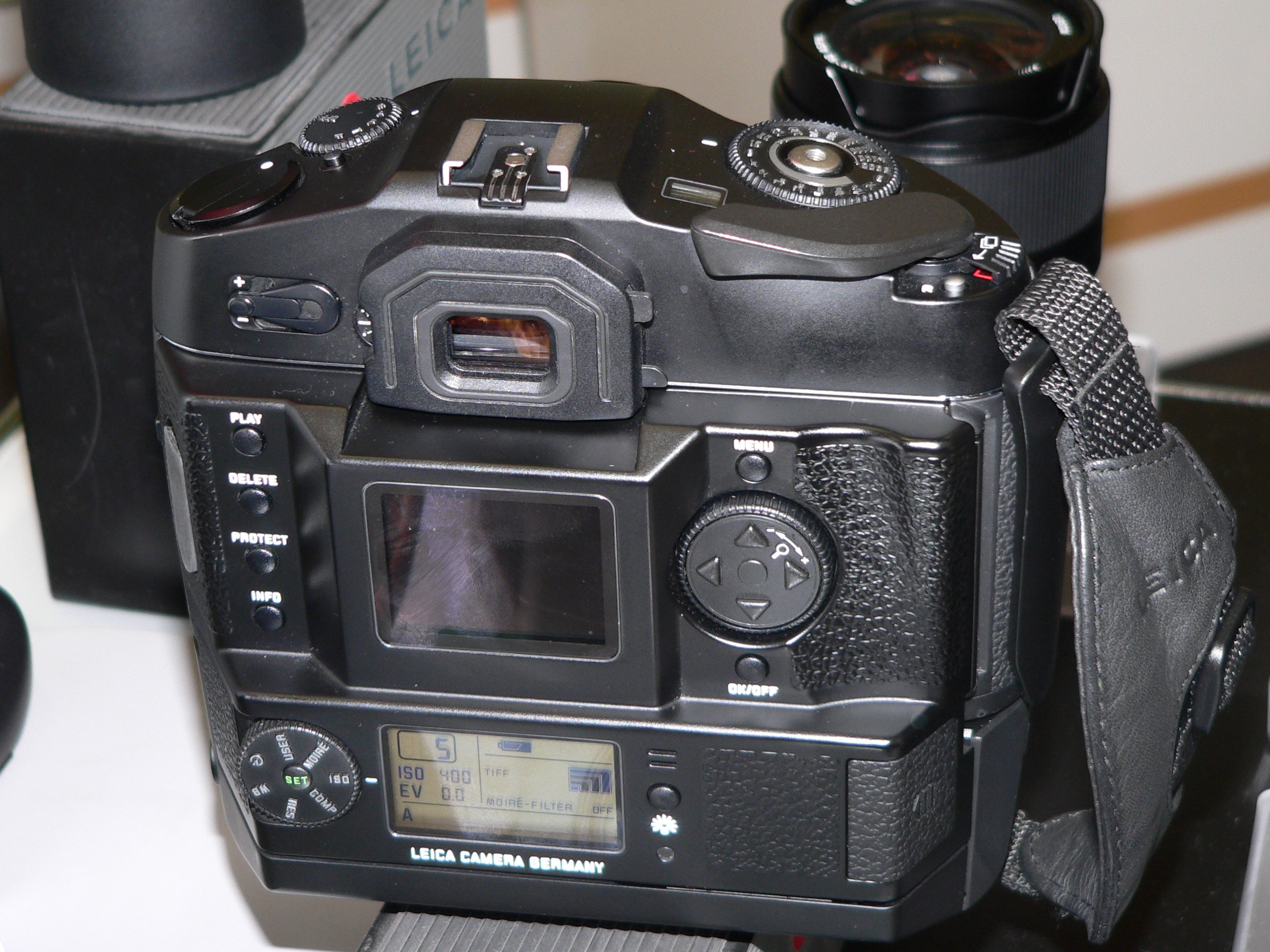
Digitale Rückwand an einer R9

Da die R8 wie auch die spätere R9 zusätzlich zur R-Steuerkurve eine elektronische Blendenübertragung per sog. ROM-Kontaktleiste besitzt, können an ihr keine Leicaflex-Objektive mehr verwendet werden, da sich deren Steuerkurven an der gleichen Position wie die ROM-Leiste befinden. Eine Nachrüstung der – sonst ohnehin baugleichen – früheren Objektive war möglich, wobei allerdings ggf. vorhandene Steuerkurven zur Verwendung an Leicaflex-Modellen aus Platzgründen entfallen mussten. Umgekehrt war es meist ebenso möglich, die Elektronikausrüstung gegen die genannten Steuerkurven zu ersetzen.

## Leica R9 (2002–2009)
Die R9 war das letzte Modell der 35-mm-Leica-Spiegelreflexkameras und ist eine in Details verbesserte R8, wobei insbesondere die HSS-Blitzsteuerung und die ausgewogenere Gewichtsverteilung hervorzuheben ist. Auch steht ein Digitalmodul zur Verfügung, welches diese Kamera (wie auch die ältere R8) zu einer hochwertigen Digitalkamera macht – und zudem die Möglichkeit belässt, bei Bedarf wieder einen Kleinbildfilm zu verwenden.

## Leica-R-Objektive
Einige Objektive für die R-Serie wurden von Kyocera Optec (neben Auftragsfertigungen für Carl Zeiss) hergestellt.
Folgende Objektive für das R-System befanden sich zuletzt im Leica-Angebot (das Leica R-System ist seit Anfang März 2009 beim Hersteller ausverkauft): 

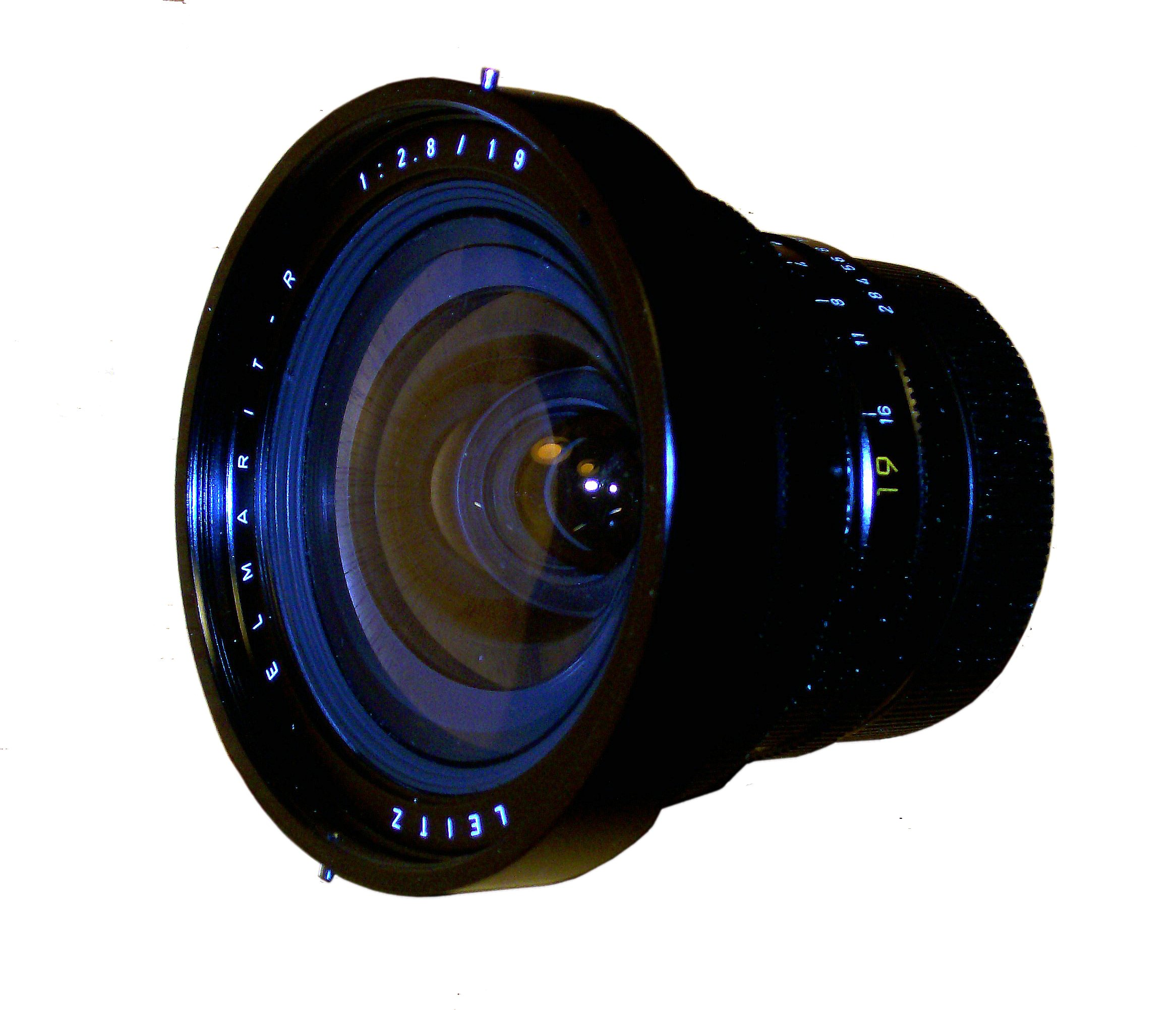
Ernst Leitz Canada Elmarit R19/2.8

- Leica 16 mm: f2.8 Fisheye-Elmarit-R (Minolta Design - Leica Bau)
- Leica 19 mm: f2.8 Elmarit-R
- Leica 24 mm: f2.8 Elmarit-R
- Leica 28 mm: f2.8 Elmarit-R,
- Leica 28 mm: f2.8 PC-Super-Angulon-R
- Leica 35 mm: f1.4 Summilux-R
- Leica 35 mm: f2 Summicron-R
- Leica 50 mm: f1.4 Summilux-R
- Leica 50 mm: f2 Summicron-R
- Leica 60 mm: f2.8 Macro-Elmarit-R

- Leica 80 mm: f1.4 Summilux-R
- Leica 90 mm: f2 Summicron-R
- Leica 90 mm: f2.8 Elmarit-R

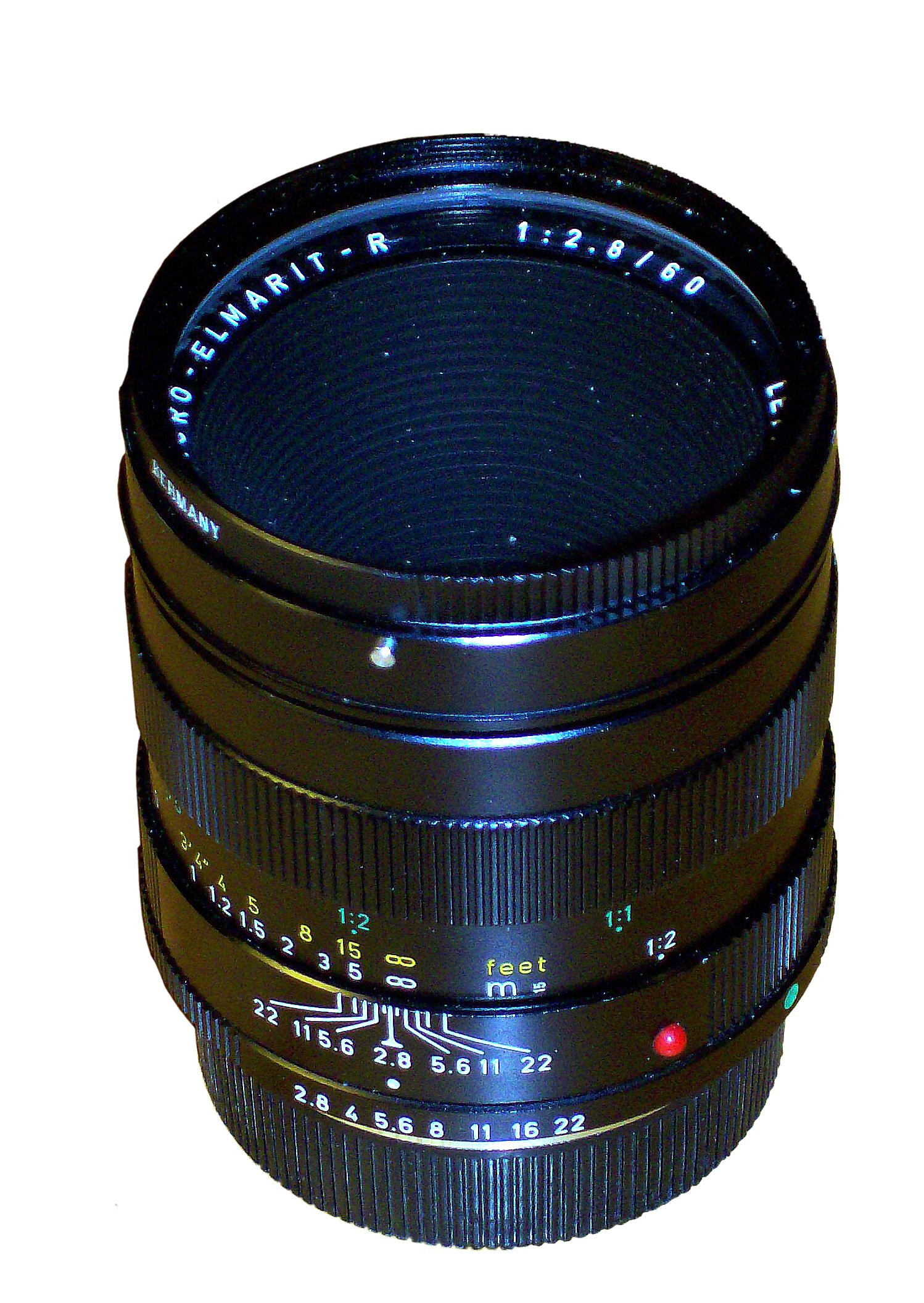
Elmarit 60 2.8 Makro

- Leica 100 mm: f2.8 APO-Macro-Elmarit-R
- Leica 180 mm: f2 APO Summicron-R
- Leica 180 mm: f2.8 APO-Elmarit-R
- Leica 280 mm: f4 APO Telyt-R
- Leica 280 mm: f2.8 APO-Telyt-R Module
- Leica 400 mm: f2.8 APO-Telyt-R Module
- Leica 400 mm: f4 APO-Telyt-R Module
- Leica 560 mm: f4 APO-Telyt-R Module
- Leica 560 mm: f5.6 APO-Telyt-R Module
- Leica 800 mm: f5.6 APO-Telyt-R Module
- Leica 28–70 mm: f3.5–4.5 Vario-Elmar-R
- Leica 35–70 mm: f2.8 Vario-Elmar-R
- Leica 70–180 mm: f2.8 Vario-APO-Elmarit-R
- Leica 80–200 mm: f4 Vario-Elmar-R

Bisher für das R-Bajonett hergestellte Objektive von Leica:
- Leica 15 mm f/3.5 Super-Elmar-R — 1980 (Carl Zeiss Design und Bau - Oberkochen)
- Leica 15 mm f/2.8 Super-Elmarit-R ASPH — 2001
- Leica 16 mm f/2.8 Fisheye-Elmarit-R — 1970 (Minolta Design - Leica Bau)
- Leica 19 mm f/2.8 Elmarit-R 1. Version
- Leica 19 mm f/2.8 Elmarit-R 2. Version — 1990
- Leica 21 mm f/4.0 Super-Angulon-R — 1968–1992 (Schneider-Kreuznach design)
- Leica 21 mm f/3.4 Super-Angulon-R — 1968 (Schneider-Kreuznach design)
- Leica 24 mm f/2.8 Elmarit-R — 1970 (Minolta design)
- Leica 28 mm PC-Super-Angulon-R (Schneider-Kreuznach Design und Bau - Bad Kreuznach)
- Leica 28 mm f/2.8 Elmarit-R 1. Version — 1970
- Leica 28 mm f/2.8 Elmarit-R 2. Version — 1994
- Leica 35 mm f/4.0 PA-Curtagon-R (Schneider-Kreuznach design)
- Leica 35 mm f/2.8 Elmarit-R 1. Version — 1964
- Leica 35 mm f/2.8 Elmarit-R 2. Version
- Leica 35 mm f/2.8 Elmarit-R 3. Version
- Leica 35 mm f/2.0 Summicron-R 1. Version — 1970
- Leica 35 mm f/2.0 Summicron-R 2. Version — 1976
- Leica 35 mm f/1.4 Summilux-R

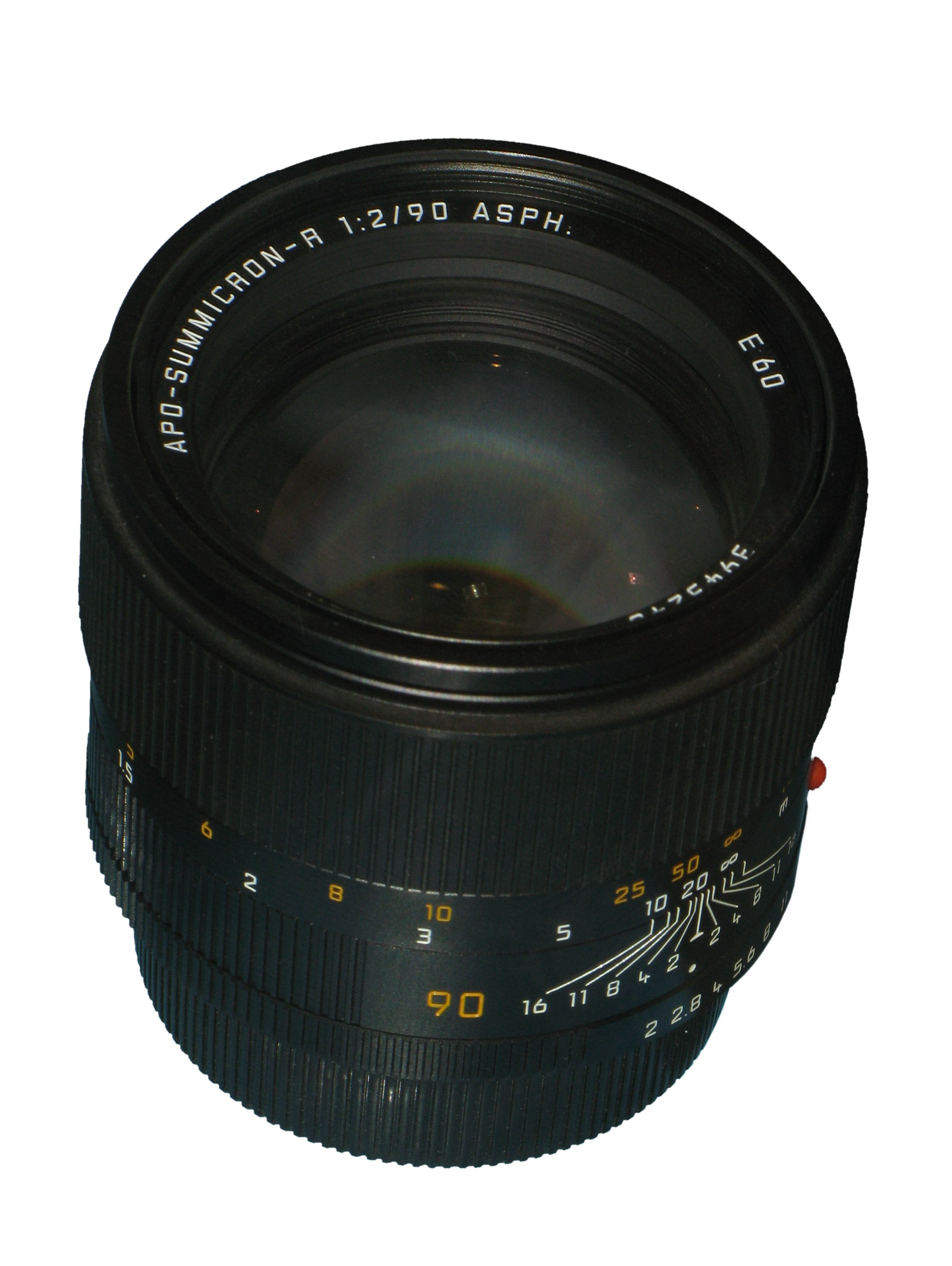
90 mm APO-Summicron-R ASPH
(2002)

- Leica 50 mm f/2.0 Summicron-R 1. Version — 1964
- Leica 50 mm f/2.0 Summicron-R 2. Version — 1977
- Leica 50 mm f/1.4 Summilux-R 1. Version
- Leica 50 mm f/1.4 Summilux-R 2. Version
- Leica 50 mm f/1.4 Summilux-R 3. Version — 1997 (ROM Kontakte)
- Leica 60 mm Macro-Elmarit-R 1. Version — 1972
- Leica 60 mm Macro-Elmarit-R 2, version
- Leica 75 mm f/2.0 Elcan-R code C-341 — (Sehr selten)
- Leica 80 mm f/1.4 Summilux-R

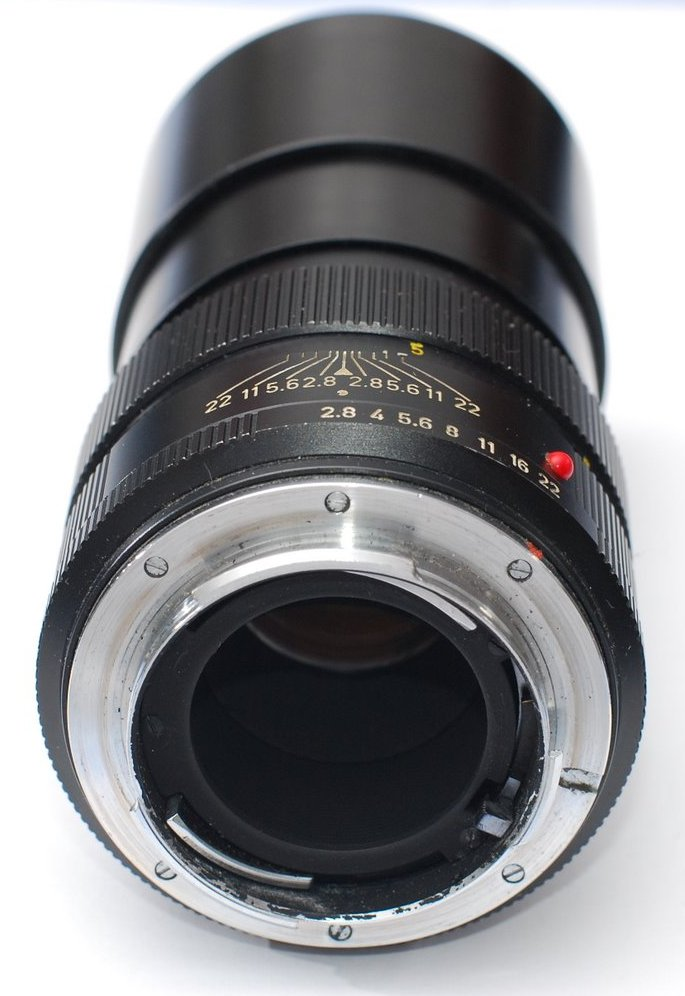
Leica 135 mm f/2.8

- Leica 90 mm f/2.8 Elmarit-R 1. Version — 1964–1996
- Leica 90 mm f/2.8 Elmarit-R 2. Version — 1983
- Leica 90 mm Summicron-R 1. Version — 1969
- Leica 90 mm Summicron-R 2. Version -
- Leica 90 mm APO-Summicron-R ASPH — 2002
- Leica 90 mm f/1.0 Elcan-R — (Sehr selten)
- Leica 100 mm f/4.0 Macro-Elmar-R
- Leica 100 mm f/4.0 Macro-Elmar-R helical Version
- Leica 100 mm f/2.8 APO-Macro-Elmarit-R

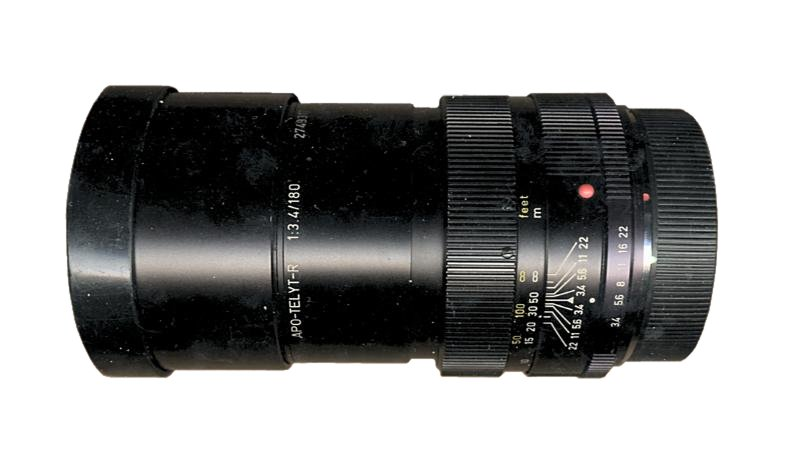
APO Telyt-R 180 f/3.4 von Walter Mandler

- Leica 135 mm Elmarit-R 1. Version — 1965
- Leica 135 mm Elmarit-R 2. Version
- Leica 180 mm Elmar-R — 1976
- Leica 180 mm f/2.8 Elmarit-R 1. Version
- Leica 180 mm f/2.8 Elmarit-R 2. Version
- Leica 180 mm f/3.4 APO-Telyt-R — 1975–1998
- Leica 180 mm f/2.8 APO-Elmarit-R — 1998
- Leica 180 mm f/2.0 APO-Summicron-R
- Leica 180 mm f/3.4 Elcan-R code C-303 — (Sehr selten)
- Leica 250 mm f/4.0 Telyt-R 1. Version
- Leica 250 mm f/4.0 Telyt-R 2. Version
- Leica 280 mm f/4.8 Telyt-V
- Leica 280 mm f/4.0 APO-Telyt-R
- Leica 280 mm f/2.8 APO-Telyt-R — 1984–1997
- Leica 350 mm f/4.8 Telyt-R

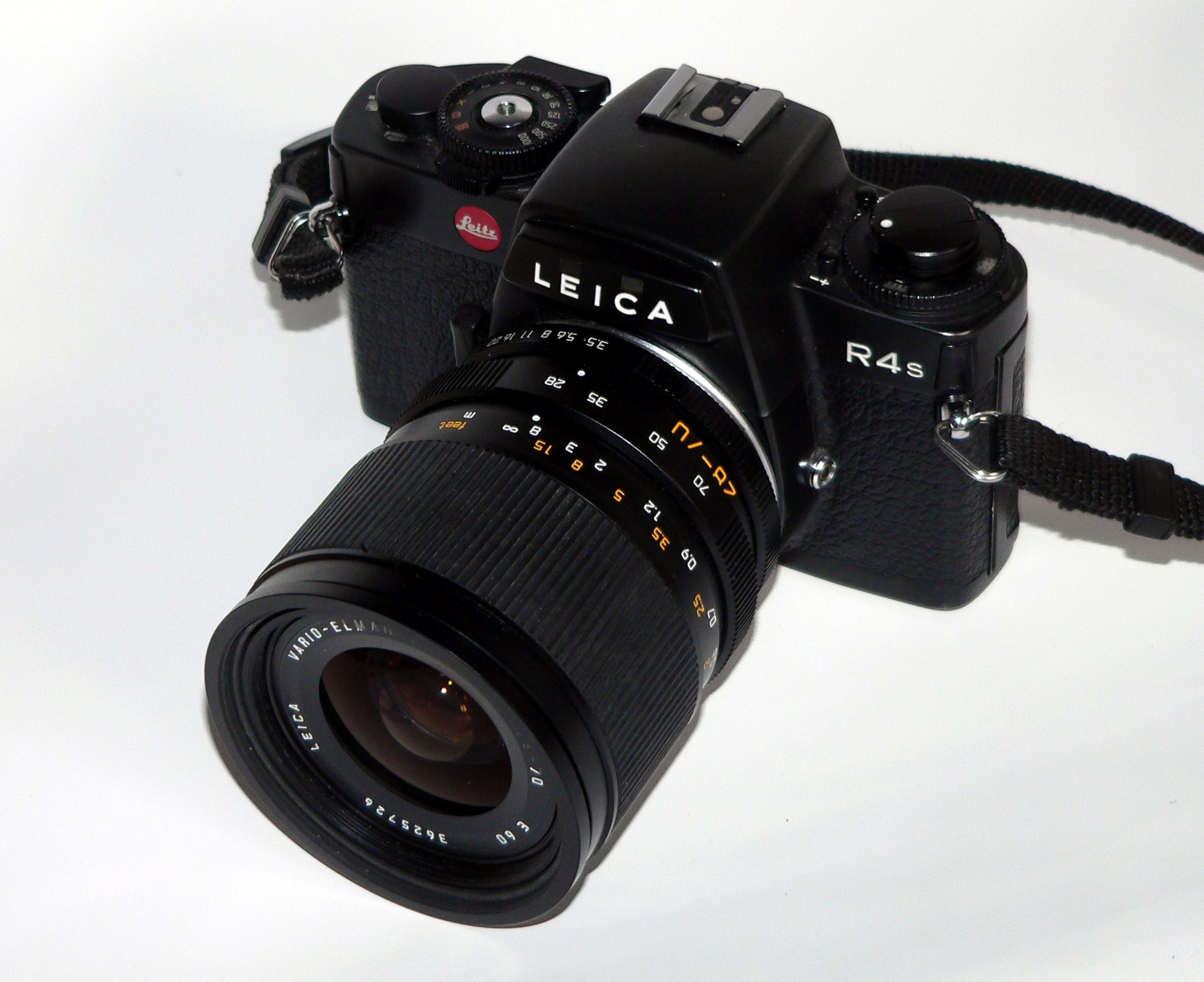
Vario Elmar 3.5–4.5/28–70 mm an R4s

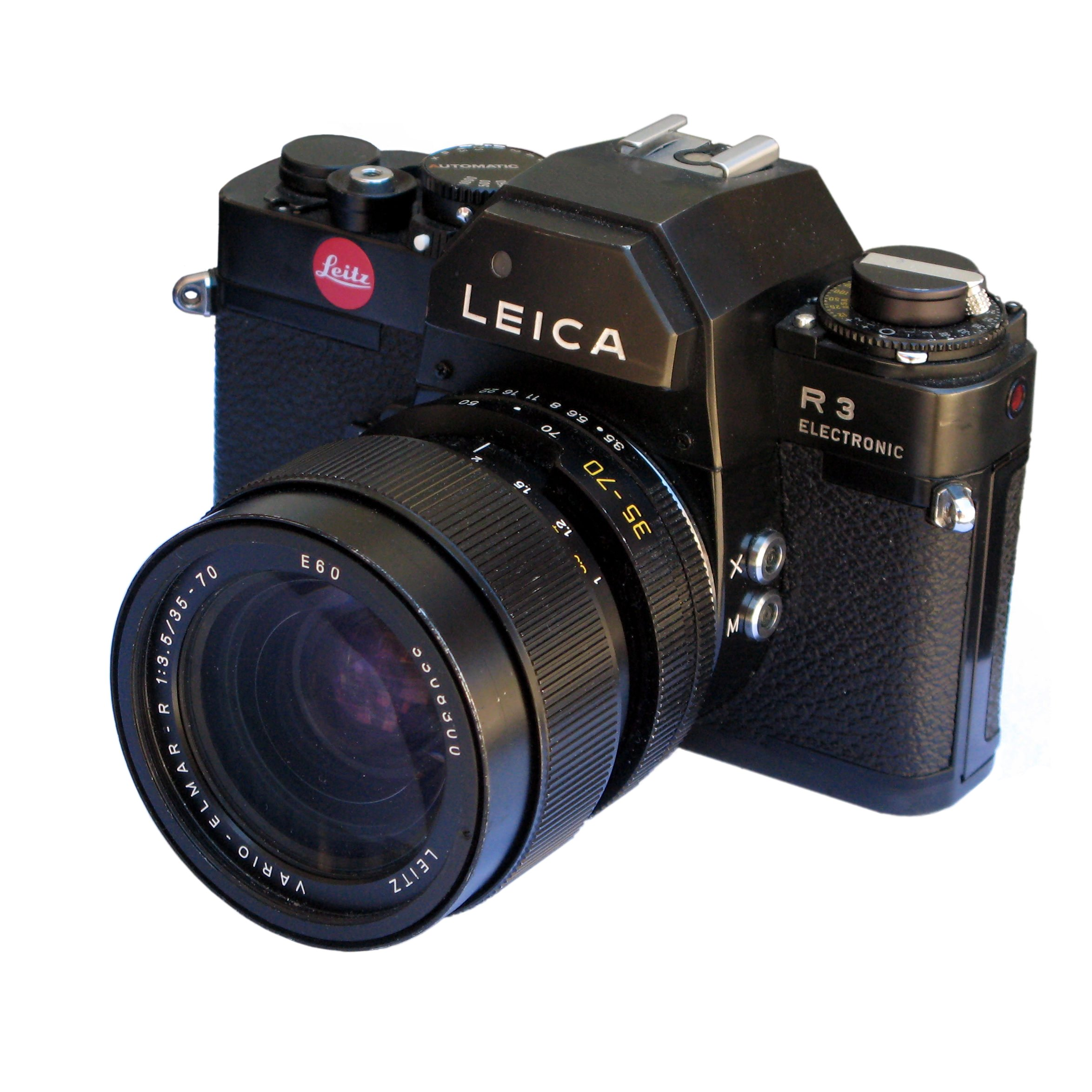
Vario-Elmar 3.5/35-70 mm an R3

- Leica 400 mm f/6.8 Telyt-R — 1968–1994
- Leica 400 mm f/5.6 Telyt-R
- Leica 400 mm f/2.8 APO-Telyt-R — 1992–1996
- Leica 450 mm f/5.6 Elcan-R, code C-329 — (Sehr selten)
- Leica 500 mm f/8 MR-Telyt-R
- Leica 560 mm f/6.8 Telyt-R — 1971–1995
- Leica 560 mm f/5.6 Telyt-R — 1966–1973
- Leica 800 mm f/6.3 Telyt-S — 1972–1995
- Leica modular APO-Telyt-R 260/400/560 head
- Leica modular APO-Telyt-R 400/560/800 head
- Leica 21–35 mm f/3.5–f/4.0 Vario-Elmar-R zoom — 2002
- Leica 28–70 mm f/3.5–4.5 Vario-Elmar-R zoom
- Leica 70–180 mm f/2.8 Vario-APO-Elmarit-R zoom
- Leica 35–70 mm f/4.0 Vario-Elmar-R zoom
- Leica 35–70 mm f/3.5 Vario-Elmar-R zoom
- Leica 35–70 mm Vario-Elmarit-R ASPH zoom — 2000 (Auflage 200 Stück)
- Leica 70–210 mm f/4.0 Vario-Elmar-R zoom
- Leica 75–200 mm f/4.5 Vario-Elmar-R — 1976–1984
- Leica 80–200 mm f/4.5 Vario-Elmar-R zoom
- Leica 80–200 mm f/4.0 Vario-Elmar-R zoom
- Leica 105–280 mm f/4.2 Vario-Elmar-R zoom

Zur Photokina 2012 stellte Leica den R-Adapter M vor, mit dem Leica-R-Objektive an Leica-M-Messsucherkameras verwendet werden können. Diese Adaptionslösung eignet sich bevorzugt für digitale Leica-M-Modelle ab Typ 240 (im Handel verfügbar seit 2013), welche mit den Funktionen Live View Zoom und Live View Focus Peaking ein korrektes Scharfstellen ohne Verwendung des Meßsuchers unterstützen.
Seit November 2015 ist auch die Leica SL (Typ 601) erhältlich, eine spiegellose digitale Systemkamera mit Bildsensor im Kleinbildformat 24 mm × 36 mm. Die Objektive des Leica-R-Systems können mit dem Adapter Leica R-Adapter L auch an der Leica SL genutzt werden. Der elektronische Sucher wurde zu einem vollwertigen Ersatz des Spiegelreflexsystems weiterentwickelt. Somit bietet sich dieses Modell besonders zur Verwendung von Kleinbildobjektiven verschiedener Kamerasysteme an. Im Unterschied zu allen R-Objektiven verfügen die aktuellen Objektive für die Leica SL über ein Autofokus-System.